# Olios soratensis
Olios soratensis là một loài nhện trong họ Sparassidae.
Loài này thuộc chi Olios. Olios soratensis được Embrik Strand miêu tả năm 1907.